# Prefettura apostolica di Južno-Sachalinsk
La prefettura apostolica di Južno-Sachalinsk (in latino Praefectura Apostolica Sachaliniana Meridionalis) è una sede della Chiesa cattolica in Russia. Nel 2022 contava 1.000 battezzati su 574.000 abitanti. La sede è vacante.

## Territorio
La prefettura apostolica, situata in Russia, comprende la metà meridionale dell'oblast' di Sachalin (cioè la vecchia porzione giapponese dell'isola omonima e l'arcipelago delle Curili), tra il mare di Ochotsk e il mar del Giappone. Sede del prefetto è la città di Južno-Sachalinsk, dove si trova la chiesa principale della prefettura, dedicata a San Giacomo.
Il territorio è suddiviso in 4 parrocchie.

## Storia
La missione sui iuris di Kurafuto fu eretta il 18 luglio 1932 con il breve Cum Nos instanter di papa Pio XI, ricavandone il territorio dal vicariato apostolico di Sapporo (oggi diocesi). La missione comprendeva, all'epoca, la parte meridionale dell'isola di Sachalin, che dal 1905 al 1945 fece parte del Giappone con il nome di prefettura di Karafuto.
Il 21 maggio 1938 è stata elevata a prefettura apostolica con la bolla In dissitas terrarum dello stesso papa Pio XI.
Dal 2000 la prefettura apostolica è amministrata dai vescovi di San Giuseppe a Irkutsk.
Il 10 aprile 2002 ha assunto il nome attuale.

## Cronotassi dei prefetti
Si omettono i periodi di sede vacante non superiori ai 2 anni o non storicamente accertati.
- Wenceslaus Kinold, O.F.M. † (1934 - 1938) (amministratore apostolico)

- Felix Herrmann, O.F.M. † (31 maggio 1938 - 1941 dimesso)
  - Lawrence Tatewaki Toda † (1941 - 1944) (amministratore apostolico)
- Augustine Isamu Seno † (1944 - 1953)
  - Benedict Takahiko Tomizawa † (30 gennaio 1953 - 3 ottobre 1987 ritirato) (amministratore apostolico)
  - Peter Toshio Jinushi (3 ottobre 1987 - 2000 dimesso) (amministratore apostolico)
  - Jerzy Mazur, S.V.D. (10 novembre 2000 - 17 aprile 2003 nominato vescovo di Ełk) (amministratore apostolico)
  - Cyryl Klimowicz, dal 17 aprile 2003 (amministratore apostolico)

## Statistiche
La prefettura apostolica nel 2022 su una popolazione di 574.000 persone contava 1.000 battezzati, corrispondenti allo 0,2% del totale.
| anno | popolazione | popolazione | popolazione | presbiteri | presbiteri | presbiteri | presbiteri                | diaconi | religiosi | religiosi | parrocchie |
| anno | battezzati  | totale      | %           | numero     | secolari   | regolari   | battezzati per presbitero | diaconi | uomini    | donne     | parrocchie |
| ---- | ----------- | ----------- | ----------- | ---------- | ---------- | ---------- | ------------------------- | ------- | --------- | --------- | ---------- |
| 2001 | 2.000       | 515.000     | 0,4         | 2          | 2          |            | 1.000                     |         |           |           | 1          |
| 2002 | 2.015       | 515.000     | 0,4         | 1          |            | 1          | 2.015                     |         | 1         |           | 8          |
| 2003 | 2.050       | 515.000     | 0,4         | 2          |            | 2          | 1.025                     |         | 2         | 4         | 7          |
| 2004 | 2.100       | 515.000     | 0,4         | 2          |            | 2          | 1.050                     |         | 2         |           | 7          |
| 2010 | 1.000       | 546.700     | 0,2         | 2          | 2          |            | 500                       |         |           |           | 2          |
| 2014 | 1.000       | 559.000     | 0,2         | 1          | 1          |            | 1.000                     |         |           | 4         | 4          |
| 2017 | 1.000       | 571.000     | 0,2         | 1          | 1          |            | 1.000                     |         |           | 4         | 4          |
| 2019 | 1.000       | 572.350     | 0,2         | 1          |            | 1          | 1.000                     |         |           | 4         | 3          |
| 2020 | 1.000       | 572.460     | 0,2         | 1          |            | 1          | 1.000                     |         | 1         | 4         | 4          |
| 2022 | 1.000       | 574.000     | 0,2         | 1          |            | 1          | 1.000                     |         | 1         | 4         | 4          |